# Petra Černocká
Petra Černocká (sinh 24 tháng 11 năm 1949) là một nữ diễn viên ca sĩ người Séc. Bà là chị em họ của nam diễn viên Vlastimil Brodský.

## Sự nghiệp âm nhạc

### Đĩa đơn
- Jedou vozy / Nemám ráda citoslovce (SP 1971)
  - Jedou vozy (Jeda wozy kolorowe) [CD] ( ) Rabowski/M.Filípková
  - Nemám ráda citoslovce ( ) P.Hannig/E.Krečmar
  - (Ovečky)
- (Pastýři): Dám vše, co mám / Holka modrooká (SP 1971)
  - Dám vše, co mám (Get Me Some Help) ( ) Byl-Vangarde/P.Černocký
  - Holka modrooká ( ) P.Hannig/I.Havlů
  - (Ovečky 1)
- Saxana / Georgie (SP 1972)
  - Saxana [CD] ( ) A.Michajlov/P.Kopta
  - Georgie ( ) L.Farrington/P.Vrba
  - (Sbor L.Pánka 1)
- Líný štěstí / A láska musí se nám zdát (SP 1973)
  - Líný štěstí (Are You Really Leavin´ Baby) ( ) P.Deasy/E.Krečmar
  - A láska musí se nám zdát ( ) R.Pauls/J.Navrátil
  - (Kardinálové 1 – Strýci+Jezinky 2)
- (Kardinálové): Píseň na pět řádků... (SP 1973)
  - Píseň na pět řádků (Simple Song Of Freedom) [CD] ( ) B.Darin/P.Žák
  - Měsíc ví, co nevím já ( ) J.Havelka/P.Černocká
- sampler: 12xZdeněk Marat (LP 1973)
  - 3. Kde se můj milej toulá ( ) Z.Marat/Z.Borovec
  - (P.Černocká – Orch.K.Vlacha)
  - [Su 13 Jan 1406]
- Mám ráda růže / Táto a mámo (SP 1974)
  - Mám ráda růže [CD] ( ) V.Ivasjuk/V.Poštulka
  - Táto a mámo (Over and Over) ( ) D.Boone/M.Černý
  - (Kardinálové 2)
- (Kardinálové): Adié, řeknu Vám... (SP 1974)
  - Adié, řeknu Vám (Ma Chi é Che Choz´e) ( ) U.Napolitano/P.Černocká-J.A.Vaculík
  - Pouštím po vodě proutí [CD] ( ) Z.Merta/P.Žák
- (Kardinálové): Koukej přijít včas... (SP 1974)
  - Koukej přijít včas (In This World We Live In) ( ) Germani/P.Černocký
  - Teče voda, teče ( ) česká lid.
- (Kardinálové): Byl to zvláštní den... (SP 1974)
  - Byl to zvláštní den ( ) Z.Merta/P.Černocká
  - Rychlost má cenu zlata ( ) Z.Merta/P.Černocká
- Jarní kalendář / Pampeliška (SP 1975)
  - Jarní kalendář ( ) Z.Merta/P.Žák
  - Pampeliška ( ) P.Černocká
  - (Kardinálové 1 – Kantiléna 2)
- (Kardinálové): Narozeniny... (SP 1977)
  - Narozeniny (Snoopy Versus the Red Baron) ( ) P.Gernhard/P.Černocká
  - Zítra prý ti bude sedmnáct ( ) Z.Merta/P.Žák
- Mám své chyby / Střevíčky v rose (SP 1977)
  - Mám své chyby ( ) J.Vondráček/L.Borovcová
  - Střevíčky v rose [CD] ( ) Z.Merta/P.Žák
  - (Sbor L.Pánka 1 – Z.Merta+Kardinálové 2)
- (Kardinálové): Mississippi / Vítám tě, lásko (SP 1977)
  - Mississippi [CD] ( ) W.Theunissen/R.Filip
  - Vítám tě, lásko ( ) P.Černocká/P.Žák
- split: P.Černocká / J.Schelinger (SP 1978)
  - Jen se pousměj ( ) Z.Hanzlová
- (Kardinálové): Zpívání v dešti... (SP 1978)
  - Zpívání v dešti [CD] ( ) Z.Barták ml./J.Machek
  - Snění nad hlávkou zelí ( ) Z.Merta/Z.Kupková
  - (Z.Merta)
- (Kardinálové): Klub jachtový / Čekám (SP 1978)
  - Klub jachtový ( ) Z.Merta/P.Žák
  - Čekám [LP] ( ) Z.Merta/V.Kučera
- (Kardinálové): Cikánské štěstí... (SP 1981)
  - Cikánské štěstí ( ) P.Černocká/K.Fleisleberová
  - Páni, nemám zdání (To-li ješčo budět) ( ) J.Martynov/P.Černocká
- Milionář / Jsou krásy, které neumřou (SP 1984)
  - Milionář (Mister Businessman) ( ) Q.a M.de Angelis/P.Žák
  - Jsou krásy, které neumřou ( ) Z.Merta/P.Vrba
  - (Jezinky+Kardinálové 1 – Z.Merta 2)

### LP Albums
- 1986 Monitor – Supraphon (Petra Černocká a Kardinálové Zdeňka Merty)
- 1979 Ten kluk už dávno se mnou není – Supraphon
- 1975 Lidí se ptej – Supraphon

### Album phòng thu
- 2009 Pop galerie Supraphon
- 2006 Souhvězdí střelce – Studio Michael
- 2006 Se mnou si píseň broukej (20× Petra Černocká) – Sony BMG
- 2005 Se mnou si píseň broukej(Story) – Universal music
- 1999 Lásku blízko mám – Venkow Records
- 1996 Saxana dětem – Happy Music
- 1996 Tennessee Whiskey – Happy Music
- 1994 Náklaďák – Presston

## Sự nghiệp phim ảnh

### Điện ảnh
| Year | Phim                          | Vai         |
| ---- | ----------------------------- | ----------- |
| 1969 | Zabil jsem Einsteina, pánové! | Posluchačka |
| 1972 | Dívka na koštěti              | Saxána      |
| 1974 | Láska malovaná                | Petra       |
| 1981 | Otec                          |             |
| 1981 | Zpěváci na kraji nemocnice    | Petra       |
| 1984 | Šach mat                      |             |
| 2008 | Fredy a Zlatovláska           |             |
| 2011 | Saxána a Lexikon kouzel       | Saxána      |
| 2014 | Tři bratři                    | Sudička     |
| 2015 | Stopy života – Derniéra       |             |
| 2015 | Andílek na nervy              | Helena      |

### Truyền hình
| Năm  | Phim                        | Vai |
| ---- | --------------------------- | --- |
| 1975 | Nepokojná láska             |     |
| 1988 | Malé dějiny jedné rodiny    |     |
| 1989 | Případ pro zvláštní skupinu |     |
| 2007 | Trapasy                     |     |